# 제45회 대종상
제45회 대종상은 2008년 6월 16일에 열린 시상식이다.

## 수상 및 후보

### 최우수작품상
- 추격자 - 나홍진 수상
- 밀양 - 이창동
- 세븐 데이즈 - 원신연
- 행복 - 허진호
- 즐거운 인생 - 이준익

### 감독상
- 추격자 - 나홍진 수상
- 밀양 - 이창동
- 세븐 데이즈 - 원신연
- 행복 - 허진호
- 즐거운 인생 - 이준익

### 시나리오상
- 경축! 우리사랑 - 박윤 수상
- 스카우트 - 김현석
- 세븐데이즈 - 윤재구
- 추격자 - 나홍진
- 행복 - 허진호

### 남우주연상
- 추격자 - 김윤석 수상
- 밀양 - 송강호
- 스카우트 - 임창정
- 추격자 - 하정우
- 행복 - 황정민

### 여우주연상
- 세븐데이즈 - 김윤진 수상
- 밀양 - 전도연
- 행복 - 임수정
- 궁녀 - 박진희
- 경축! 우리사랑 - 김해숙

### 남우조연상
- 리턴 - 유준상 수상
- 더 게임 - 손현주
- 화려한 휴가 - 박철민
- 경축! 우리사랑 - 기주봉
- 검은 집 - 강신일

### 여우조연상
- 무방비 도시 - 김해숙 수상
- 추격자 - 서영희
- 행복 - 공효진
- 궁녀 - 김성령
- 우리생애 최고의 순간 - 김지영

### 신인남자배우상
- 마이파더 - 다니엘 헤니 수상
- 지금 사랑하는 사람과 살고 있습니까? - 이동건
- 즐거운 인생 - 장근석
- 경축! 우리사랑 - 김영민
- 우리동네 - 오만석

### 신인여자배우상
- 용의주도 미스 신 - 한예슬 수상
- 지금 사랑하는 사람과 살고 있습니까? - 한채영
- 식객 - 이하나
- 경축! 우리사랑 - 김혜나
- 어깨너머의 연인 - 이태란

### 신인감독상
- 경축! 우리사랑 - 오점균 수상
- 추격자 - 나홍진
- 궁녀 - 김미정
- 두번째 사랑 - 김진아
- 우리동네 - 정길영

### 촬영상
- 추격자 - 이성제 수상
- 세븐데이즈 - 최영환
- 행복 - 김형구
- 식객 - 박정현 외 1명
- 궁녀 - 이형덕

### 편집상
- 세븐데이즈 - 신민경 수상
- 추격자 - 김선민
- 즐거운 인생 - 김상범
- M - 고임표
- 우리생애 최고의 순간 - 문인대

### 조명상
- 궁녀 - 박세문 수상
- 세븐데이즈 - 김성관
- 황진이 - 임재영
- M - 최철수
- 므이 - 남진아

### 음악상
- 황진이 - 원일 수상
- 세븐데이즈 - 김준성
- 즐거운 인생 - 이병훈
- 리턴 - 최승현
- 기담 - 박영란

### 의상상
- 황진이 - 정구호 수상
- 지금 사랑하는 사람과 살고 있습니까? - 김서현
- 식객 - 이성훈
- 궁녀 - 심현섭
- 원스어폰어타임 - 양민혜

### 미술상
- M - 유주호 외 1명 수상
- 황진이 - 김진철
- 궁녀 - 이하준
- 검은 집 - 조화성
- 므이 - 이태훈

### 기획상
- 추격자 - 김수진 외 1명 수상
- 오프로드
- 즐거운 인생 - 최석환
- 경의선 - 박흥식
- 우리생애 최고의 순간

### 영상기술상
- 디 워 - 영구아트 수상
- GP506 - 김동원
- 세븐데이즈 - 전건익
- M(엠) - 정도안 외 1명
- 기담 - 김광수

### 음향기술상
- 세븐데이즈 - 이은주 수상
- 세븐 데이즈 - 이승철 수상
- 추격자 - 김신용
- 궁녀 - 오성진
- 즐거운 인생 - 임형근
- M - 박준오

### 남자인기상
- 추격자 - 김윤석 수상
- 검은 집 - 강신일
- 경축! 우리 사랑 - 기주봉
- 경축! 우리 사랑 - 김영민
- 마이 파더 - 다니엘 헤니
- 화려한 휴가 - 박철민
- 더 게임 - 손현주
- 밀양 - 송강호
- 우리동네 - 오만석
- 리턴 - 유준상
- 지금 사랑하는 사람과 살고 있습니까? - 이동건
- 스카우트 - 임창정
- 즐거운 인생 - 장근석
- 추격자 - 하정우
- 행복 - 황정민

### 여자인기상
- 용의주도 미스 신 - 한예슬 수상
- 경축! 우리 사랑 - 김해숙
- 궁녀 - 박진희
- 밀양 - 전도연
- 세븐 데이즈 - 김윤진
- 행복 - 임수정
- 궁녀 - 김성령
- 우리 생애 최고의 순간 - 김지영
- 추격자 - 서영희
- 행복 - 공효진
- 경축! 우리 사랑 - 김혜나
- 식객 - 이하나
- 어깨너머의 연인 - 이태란
- 지금 사랑하는 사람과 살고 있습니까? - 한채영